# Palestiniens en Syrie

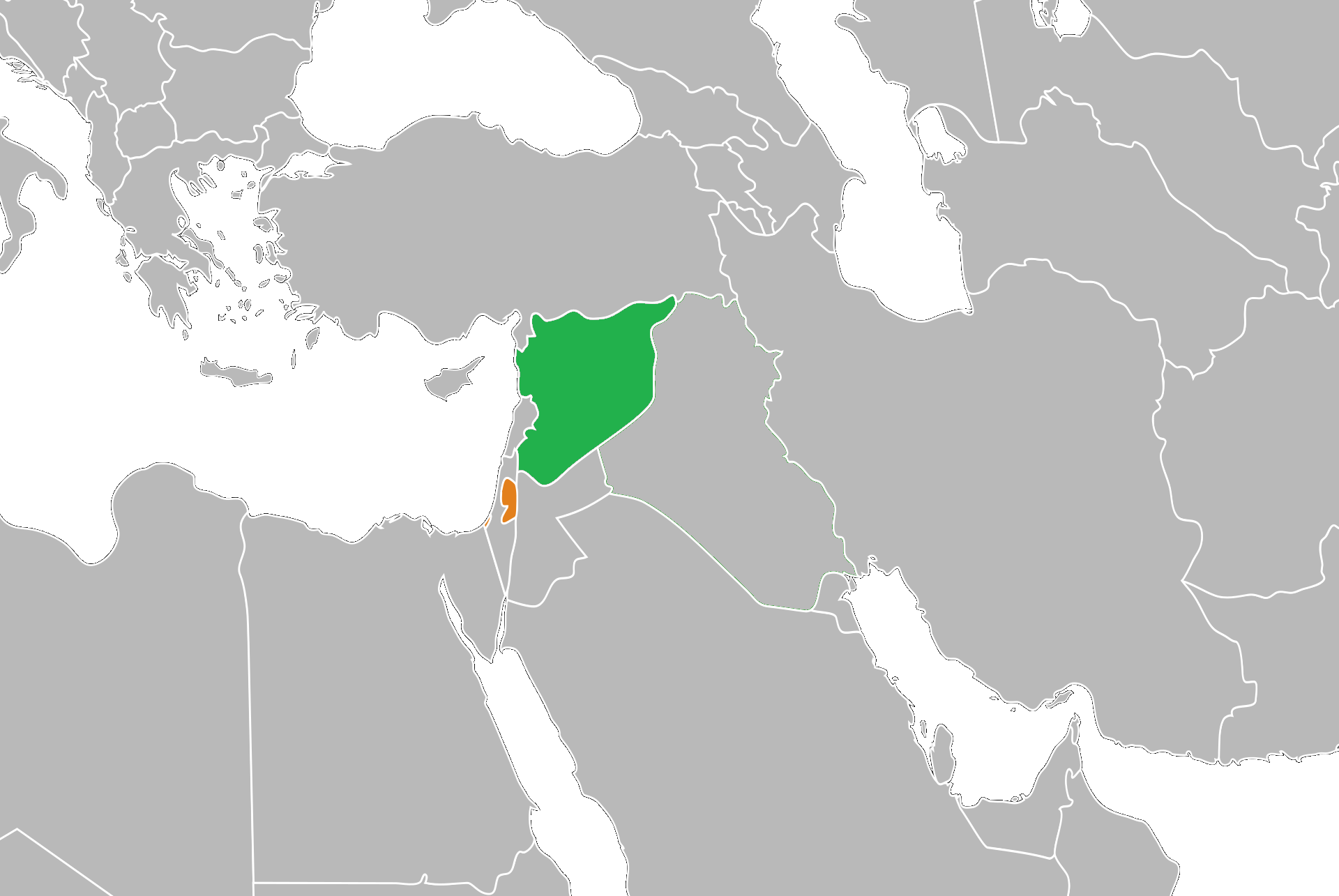
La plupart des réfugiés palestiniens en Syrie sont originaires des régions de Safed et de Tibériade, dans le nord de la Palestine.

Les Palestiniens en Syrie (en arabe : الفلسطينيون في سوريا) sont des personnes d'origine palestinienne, dont la plupart résident en Syrie après avoir été déplacées de Palestine lors de l'exode palestinien de 1948 et sont considérés comme réfugiés. Les Palestiniens ont presque les mêmes droits que la population syrienne, mais ne peuvent pas posséder de terres ni obtenir la nationalité syrienne, sauf dans de rares cas,.  

## Histoire
La plupart des réfugiés palestiniens fuient vers la Syrie en 1948 depuis les districts du nord de la Palestine, Safad, Haïfa, Java, Acre, Tibériade et Nazareth. Certains réfugiés sont arrivés en Syrie via le Liban, d'autres de Galilée et de la vallée de Hula sur les hauteurs du Golan et d'autres encore sont arrivés directement de Palestine en Jordanie puis en Syrie. 
À l'été 1948, il y a environ 70 000 réfugiés palestiniens en Syrie, la majorité concentrée le long de la zone frontalière avec Israël. Les réfugiés sont d'abord hébergés dans des casernes militaires désertes dans les gouvernorats de Soueïda, Alep, Homs et Hama. 
En 1949, la loi 450 crée l'Institution des réfugiés palestiniens arabes (PARI), qui est ensuite remplacée par l'Autorité générale pour les réfugiés palestiniens arabes (GAPAR), pour gérer les affaires concernant les réfugiés palestiniens. Les responsabilités du GAPAR étaient l'enregistrement des réfugiés, l'aide humanitaire, la recherche d'emplois pour les réfugiés et la gestion des fonds qui leur sont destinés. Le GAPAR administre conjointement les camps avec l'Office de secours et de travaux des Nations Unies pour les réfugiés de Palestine ou UNRWA. Environ 526 000 réfugiés palestiniens sont enregistrés auprès de l'UNRWA. Il existe neuf camps officiels et trois camps non officiels pour les réfugiés. 
En 1967, lors du conflit entre la Syrie et Israël, les réfugiés palestiniens fuient le gouvernorat de Qouneitra sur les hauteurs du Golan et environ 4 200 d'entre eux sont hébergés dans le camp d'urgence de Deraa. En 1970, à la suite de septembre noir, certains réfugiés palestiniens fuient la Jordanie vers la Syrie. En 1982, à la suite de la guerre du Liban de 1982, quelques milliers de réfugiés palestiniens quittent le Liban et se réfugient en Syrie. 
L'afflux initial de Palestiniens est d'environ 90 000 à 100 000 personnes, et le gouvernement syrien, par une série de lois, ouvre progressivement la voie à leur intégration dans la structure socio-économique syrienne tout en préservant leur identité palestinienne distincte et sans leur donner accès à la citoyenneté. 

### Situation récente: depuis 2011
En raison de la guerre civile en Syrie qui débute en 2011, de nombreux Palestiniens en Syrie sont déplacés, soit à l'intérieur de la Syrie elle-même, soit ils fuient le pays. Leur propension à fuir inclut d'avoir été assiégés et bombardés par le régime dans des camps de réfugiés, comme le camp de Yarmouk, près de Damas, tandis que beaucoup ont choisi de faire le dangereux voyage vers l'Europe, car les conditions restent hostiles aux Palestiniens dans les États voisins du Moyen-Orient. Selon l'UNRWA, plus d'un demi-million de Palestiniens résidaient dans des camps de réfugiés en Syrie avant le début de la guerre. En 2019, on estime qu'au moins 120 000 Palestiniens ont été déplacés de Syrie depuis 2011. 
Les résidents des camps palestiniens souffrent de raids aériens, de bombardements, de sièges et de malnutrition, en particulier dans le camp de Yarmouk dans la région de Damas, assiégé par le gouvernement jusqu'en 2018, entraînant le déplacement de plus de 100 000 personnes et de nombreux décès dus à la famine et au manque d'accès aux soins. 
Au moins 3 987 Palestiniens de Syrie sont morts au cours des sept premières années de guerre, 1 651 Palestiniens ont été arrêtés et plus de 300 Palestiniens sont portés disparus,. 
Selon le porte-parole de l'UNRWA, Chris Gunness, « les Palestiniens sont parmi les plus touchés par le conflit syrien ». Il explique que 95 pour cent des 438 000 Palestiniens ont « un besoin critique d'une aide humanitaire soutenue ». L'UNRWA est une agence qui travaille pour les réfugiés de Palestine et est principalement financée par des contributions volontaires et reçoit également leur financement sur le budget ordinaire des Nations unies, créé par la résolution 302 IV de l'Assemblée générale des Nations unies du 8 décembre 1949 pour exécuter des programmes de secours en faveur des réfugiés palestiniens. 

## Droits
Les enfants nés en Syrie de pères qui sont des ressortissants palestiniens, même s'ils sont eux-mêmes nés en Syrie, sont considérés comme des ressortissants palestiniens et non syriens. « Ce n'est que dans des circonstances très limitées, telles que l'absence ou l'apatridie d'un père, que la mère pouvait accorder à son enfant la citoyenneté syrienne ». 
Les Palestiniens en Syrie ont le droit de posséder plus d'une entreprise ou entreprise commerciale ainsi que le droit de louer des propriétés. Ces droits s'étendent au commerce. Les Palestiniens sont libres de voyager dans toute la Syrie et ont le droit de s'établir dans les villages et villes syriens. 
Il existe cependant une lacune importante dans les lois sur la propriété du logement et de la terre. Contrairement aux ressortissants syriens, les Palestiniens ne peuvent pas posséder plus d'une maison ou acheter de terres arables. Le droit d'entrée des Palestiniens leur donne uniquement le droit de rester pendant la période autorisée et aux fins pour lesquelles ils sont entrés, tant que les autorités ne conviennent pas du contraire. 
Salim Salamah, le directeur de la Ligue palestinienne des droits de l'homme pour la Syrie affirme que « les réfugiés palestiniens en Syrie et ceux qui ont été doublement déplacés vers les pays voisins souffriront de cette décision. L'impact sera vraiment massif et tragique, pour les Palestiniens de Syrie, son aide vitale, surtout dans le contexte où de nombreux Palestiniens n'ont pas accès à de nombreux services de base, même [ceux qui ont fui] au Liban ou en Jordanie. Cela s'inscrit dans la longue tradition d'érosion de l'existence des Palestiniens ... et c'est tragique ".

## Démographie
Selon les données du GAPAR, 85 000 réfugiés palestiniens se sont installés en Syrie à la fin de 1948. En 1960, leur nombre est passé à 126 662 et en 1989, la population de réfugiés est passée à 296 508. À la fin de 1998, le nombre de réfugiés était de 366 493. En 2011, l'UNRWA signale avoir enregistré 526 744 réfugiés.
En raison des conditions difficiles, le nombre de réfugiés enregistrés est tombé à environ 450 000 en raison de la fuite de nombreux Palestiniens au Liban, en Jordanie ou ailleurs dans la région. Depuis 2011, de nombreux Palestiniens syriens ont échappé à la guerre et sont allés en Europe en tant que réfugiés, en particulier en Allemagne et en Suède.